# Distrikt Chadín
Der Distrikt Chadín ist einer von 19 Distrikten der Provinz Chota in der Region Cajamarca in Nordwest-Peru. Der Distrikt wurde am 18. September 1942 gegründet. Er hat eine Fläche von 64,8 km². Beim Zensus 2017 wurden 3701 Einwohner gezählt. Im Jahr 1993 lag die Einwohnerzahl bei 4350, im Jahr 2007 bei 4099. Sitz der Distriktverwaltung ist die etwa 2420 m hoch gelegene Ortschaft Chadín mit 473 Einwohnern (Stand 2017). Chadín liegt 27 km ostnordöstlich der Provinzhauptstadt Chota.

## Geographische Lage
Der Distrikt Chadín liegt im Osten der peruanischen Westkordillere im Südosten der Provinz Chota. Der Fluss Río Llaucano, rechter Quellfluss des Río Silaco, fließt entlang der westlichen Distriktgrenze nach Norden.
Der Distrikt Chadín grenzt im Süden an den Distrikt Paccha, im Südwesten an den Distrikt Chalamarca, im Westen an den Distrikt Tacabamba, im Norden und im Osten an den Distrikt Choropampa sowie im äußersten Südosten an den Distrikt Cortegana (Provinz Celendín).

## Ortschaften
Neben dem Hauptort gibt es folgende größere Ortschaften im Distrikt:
- La Unión